# 한국인정지원센터
한국인정지원센터(Korea Accreditation Board ; KAB)는 국가 산업 경쟁력 측면에서 인정업무가 갖는 중요성을 인지하고 관련 법령 및 ISO/IEC 17011 국제기준에 부합하게 인정업무를 수행함으로써, 대한민국 국내 산업 경쟁력의 증진과 대외 무역을 촉진하고 산업계의 질적 성장과 내부 역량 강화에 기여하기 위하여 설립된 재단법인이다. 충청북도 음성군 맹동면 이수로 93 국가기술표준원 별관 5층에 있다.

## 연혁
- 1995년 공업진흥청 산하 사단법인 한국품질환경인증협회(KCA)로 설립
- 1996년 정부(통상산업부(기술표준원))로부터 환경경영체제(ISO 14001)인정업무 위탁. PAC(태평양지역인정협력기구). IATCA(국제심사원인증연수기관인정기구) 가입. IAF(국제인정협력기구) 가입
- 1997년 정부(통상산업부 (기술표준원))로부터 품질경영체제(ISO 9001)인정업무 위탁
- 1999년 품질경영체제부문 국제다자간상호인정협정(IAF MLA) 가입. 한국품질환경인정협회(KAB)로 개칭
- 2001년 한국인정원(KAB)으로 명칭 변경
- 2002년 안전보건경영체제(K-OHSMS) 인증제도 시행. QuEST Forum(미국정보통신학회)으로부터 TL 9000 인정기관으로 지정 및 인증제도 시행
- 2004년 환경경영체제부문 국제다자간상호인정협정(IAF MLA) 가입
- 2006년 품질 및 환경경영체제 관련 국내 인증현황 관리 대행기관 지정 (산업자원부(기술표준원)). 식품안전경영체제 정식 인증제도 도입 시행
- 2007년 정보보안경영체제 정식 인증제도 도입 시행
- 2013년 재단법인 한국인정지원센터로 재출범 (재단법인 전환)

## 조직
- 경영본부
- 인정본부
- 인증관리팀

## 같이 보기
- 한국품질재단
- 세계표준인증원
- KSR인증원